# Rubiconia
Rubiconia — род полужесткокрылых (подотряда клопов) из семейства настоящих щитников.

## Описание
Скуловые пластинки длиннее наличника, сходятся перед ним, но не смыкаются, так что между ними остаётся узкая щель. Отверстия пахучих желёз продолжены в длинный валик, который доходит почти до боковых краёв брюшка.

## Систематика
В составе рода:
- Rubiconia intermedia
- Rubiconia mihalyii
- Rubiconia peltata